# Ода
Вижте пояснителната страница за други значения на Ода.
Одата (от старогръцки ᾠδή „оде“ – песен) е жанр на лирическата поезия с възторжени чувства на възхвала на героични събития и подвизи на велики личности.
В античността ода се е наричало всяко стихотворение, изпълнявано в хор. По-късно с думата се означава предимно лирическа хороводна песен с тържествен, приповдигнат, морализаторски характер (особено песните на Пиндар от IV в. пр. Хр.; на Хораций и Овидий от I в. пр. Хр.). Античните оди биват три вида: хвалебствени, оплаквателни и танцови.
През епохата на класицизма одата процъфтява, отнесена към „висшите“ жанрове, възпяваща велики личности и събития.
Макар и със съществени изменения, одата е характерна и за епохата на романтизма. Поетите романтици възпяват природната красота, хуманистичните идеали, свободолюбието (Александър Пушкин, Гьоте, Фридрих Шилер). В българската литература най-значими постижения бележат: Иван Вазов („Епопея на забравените“), Димитър Попски („Ода на Софроний Врачански“).